# Християнська символіка
Християнська символіка — сукупність символів і знаків, уживаних різними  християнськими церквами.

## Поява християнських символів

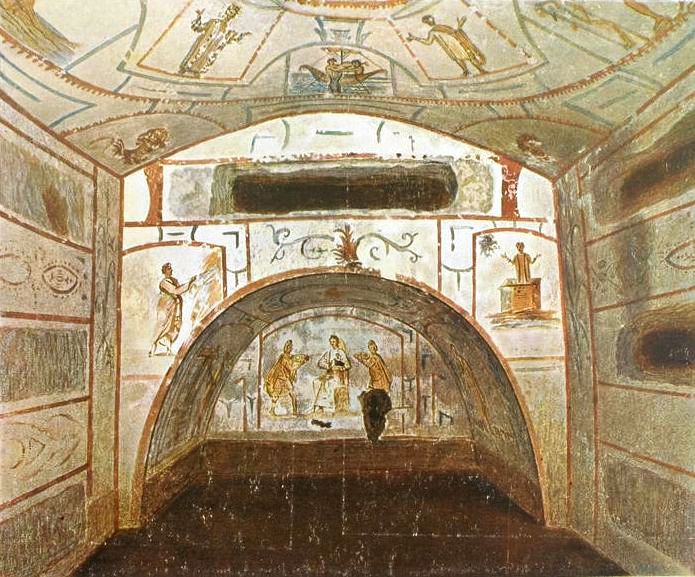
Християнський живопис в катакомбах святих Петра і Марцеллина (Йосип Вільперта, розфарбована чорно-біла фотографія, 1903)

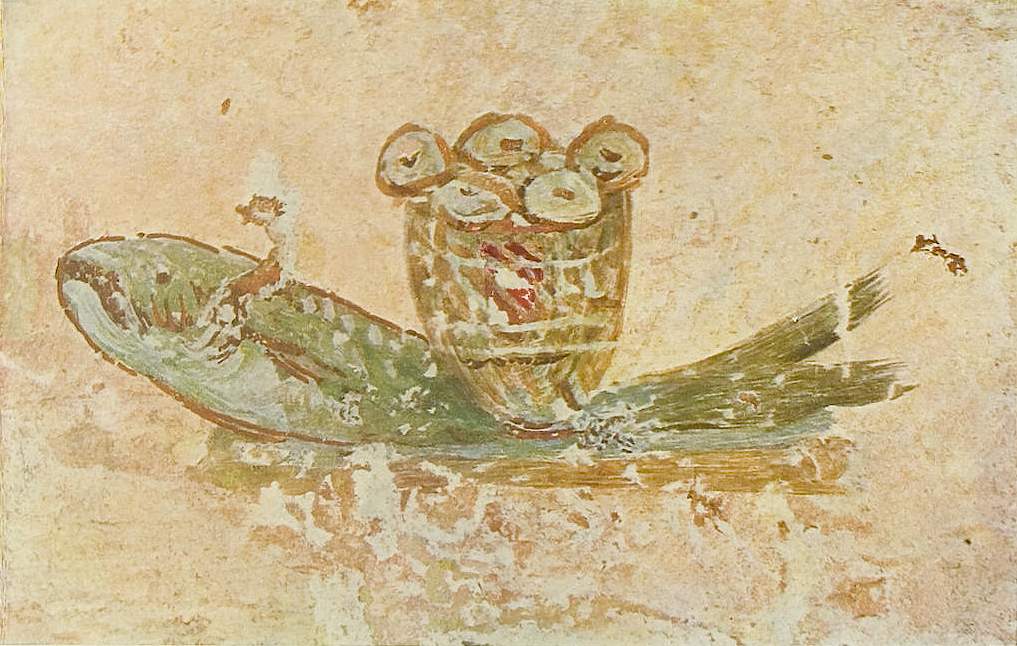
Євхаристійний хліб і риба (катакомби святого Калліста)

Перші християнські символічні зображення з'являються в живописі римських катакомб і належать до періоду гонінь на християн в Римській імперії. В цей період символи мали характер тайнопису, що дозволяв одновірцям впізнавати один одного, але сенс символів вже відображав християнське богослів'я, що тоді формувалось.
До найдавніших катакомбних зображень належать сцени «Поклоніння волхвів» (збереглося близько 12 фресок з цим сюжетом), які датуються II століттям. Також до II століття відносять появу в катакомбах зображень акроніма ΙΧΘΥΣ або риб, які його символізують. Серед інших символічних образів катакомбного живопису, частково запозичених з античної традиції, належать:
- якір — образ надії (якір є опорою корабля в морі, надія виступає опорою душі в християнстві);
- голуб — символ Святого Духа;
- фенікс — символ воскресіння;
- орел — символ юності;
- павич — символ безсмертя (на думку давніх людей його тіло не піддавалося розкладанню);
- півень — символ воскресіння (крик півня пробуджує, а пробудження на думку християн повинно нагадувати вірянам про Страшний суд і загальне воскресіння мертвих);
- агнець — символ Ісуса Христа;
- лев — символ сили та могутності;
- оливкова гілка — символ вічного миру;
- лілія — символ чистоти (розповсюджено через вплив апокрифічних історій про вручення архангелом Гавриїлом Діві Марії при Благовіщенні квітки лілії);
- виноградна лоза і кошик з хлібом — символи євхаристії.

## Характеристика окремих символів

### Розп'яття
- Див. також: Хрест

Розп'яття  — хрест, зображення Розп'яття Христа, як правило — скульптурне. Було важливою частиною декоративного убрання храмів. Особливою натуралістичною в зображенні страждань і ран Христа відрізняються іспанські розп'яття епохи бароко.
Часом вживається також латинізована назва «crucifix» від минулого часу лат. cruci fixus — «причеплений на хресті».

### INRI
INRI — акронім лат. «IESVS·NAZARENVS·REX·IVDÆORVM», (Iesus Nazarenus, Rex Iudaeorum), — «Ісус Назарянин, Цар Юдейський», — напис на Хресті на якому був розп'ятий Ісус Христос.

### Альфа та Омега
Альфа та Омега — фраза, яка відноситься у Новому Завіті до Бога (Об. 1:8), (Об. 21:6) та до Ісуса Христа (Об. 22:13). У цих твердженнях, які спираються на вірші Старого Завіту (Іс. 41:4), (Іс. 44:6), (Іс. 48:12), підкреслюється ідея унікальності та абсолютної влади Бога та Його Сина Ісуса Христа. Вони нагадують читачу-християнину, що під владою Бога знаходиться як створення Всесвіту, так і завершення людської історії.
Скоріш за все, сенс виразу «Альфа та Омега» бере початок з єврейської традиції, за якою, використання першої та останньої літери алфавіту вказує на повноту речей. В патристичній літературі й писаннях вираз «Альфа та Омега» використовувався стосовно Ісуса Христа.

### Терновий вінець
Терновий вінець (грец. στέφανος ἐξ ἀκανθῶν, досл. «вінок з колючок») — рослинний вінок з колючками, який згідно з Євангеліями, покладений на голову Ісуса Христа римськими воїнами під час наруги над Ним.

### Агнець
Образ агнця також є символічним зображенням Ісуса Христа і являє собою старозавітний прообраз його хресної жертви (жертва Авеля, жертвопринесення Ісаака, великодній жертовний агнець у євреїв). У Новому Заповіті Іван Хреститель називає Ісуса Христа агнцем. Агнець також є євхаристичним символом (у Православ'ї агнець — частина проскури, якою причащають вірян) і його зображення зустрічається на літургійних посудинах.

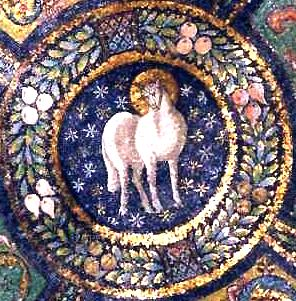
Агнець Божий (мозаїка базиліки Сан-Вітале, Равенна)

Образ агнця в ранньому християнстві широко використовувався як символ хресної жертви Ісуса, який був зручний тим, що був незрозумілий нехристиянам. З поширенням християнства використання даного символу було заборонено Шостим Вселенським собором.

### Добрий пастир

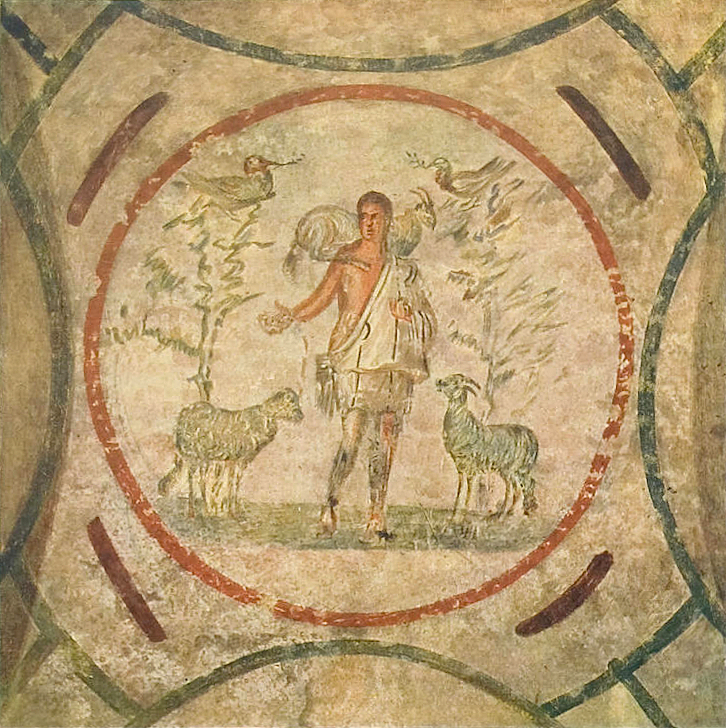
Добрий пастир (Катакомби святого Калліста, Рим)

Добрий пастир — символічне іменування і зображення Ісуса Христа, запозичене зі Старого Завіту і повторене Христом в Новому Завіті в алегоричному описі своєї ролі вчителя.
Перші відомі зображення Доброго Пастиря датуються II століттям. До цього періоду належать його зображення в римських катакомбах (деталь розпису крипти Луціни в катакомбах святого Калліста, катакомби Домітілли). В 210 році н. е. Тертуліан свідчив, що бачив зображення Доброго Пастиря на чашах для причастя та світильниках.
Добрий Пастир по суті не був іконою Ісуса, а є алегоричним зображенням. З цієї причини він разом з Іхтісом став першим зображенням Христа в ранньохристиянському мистецтві. Також через схожість із зображеннями язичницьких божеств (Гермес Кріофор, Орфей, Боуколос), він був безпечний у роки гонінь, оскільки не містив очевидної християнської тематики і не міг видати власника-таємного християнина. Одночасно в умовах гоніння на християнство образ висловлював ідею особливого заступництва обраним і прообразом прийдешнього Царства Божого.

### Вифлеємська зірка
Вифлеємська зірка — зірка, що привела трьох мудреців до маленького Ісуса Христа. Згідно з Євангелієм, вона вела їх аж зі сходу, а коли вони підійшли до Вифлеєма, вона зупинилась.

### Ставрограма
Ставрограма (також Тау-Ро) — знак, що виник після поєднання двох грецьких літер: «тау» і «ро».
Ранні християни використовували його як абревіатуру слова «хрест» грецькою мовою. Зокрема, таке скорочення вжито в одному з рукописів Євангелія від Луки.